# Villers-la-Combe
Villers-la-Combe és un municipi francès situat al departament del Doubs i a la regió de Borgonya - Franc Comtat. L'any 2007 tenia 52 habitants.

## Demografia

### Població
El 2007 la població de fet de Villers-la-Combe era de 52 persones. Hi havia 28 famílies de les quals 12 eren unipersonals (4 homes vivint sols i 8 dones vivint soles), 12 parelles sense fills i 4 parelles amb fills.
La població ha evolucionat segons el següent gràfic:
Habitants censats

### Habitatges
El 2007 hi havia 28 habitatges, 26 eren l'habitatge principal de la família i 2 eren segones residències. 26 eren cases i 2 eren apartaments. Dels 26 habitatges principals, 22 estaven ocupats pels seus propietaris, 4 estaven llogats i ocupats pels llogaters i 1 estava cedit a títol gratuït; 3 tenien tres cambres, 6 en tenien quatre i 18 en tenien cinc o més. 25 habitatges disposaven pel capbaix d'una plaça de pàrquing. A 19 habitatges hi havia un automòbil i a 6 n'hi havia dos o més.

### Piràmide de població
La piràmide de població per edats i sexe el 2009 era:
| Homes | Edats   | Dones |
| ----- | ------- | ----- |
| 0     | 95 o +  | 0     |
| 0     | 90 a 94 | 0     |
| 0     | 85 a 89 | 0     |
| 4     | 80 a 84 | 0     |
| 0     | 75 a 79 | 8     |
| 0     | 70 a 74 | 0     |
| 8     | 65 a 69 | 4     |
| 0     | 60 a 64 | 0     |
| 0     | 55 a 59 | 0     |
| 0     | 50 a 54 | 0     |
| 0     | 45 a 49 | 0     |
| 4     | 40 a 44 | 4     |
| 0     | 35 a 39 | 0     |
| 4     | 30 a 34 | 4     |
| 0     | 25 a 29 | 0     |
| 0     | 20 a 24 | 0     |
| 0     | 15 a 19 | 0     |
| 0     | 10 a 14 | 4     |
| 4     | 5 a 9   | 4     |
| 0     | 0 a 4   | 0     |

## Economia
El 2007 la població en edat de treballar era de 22 persones, 20 eren actives i 2 eren inactives. De les 20 persones actives 18 estaven ocupades (10 homes i 8 dones) i 2 estaven aturades (1 home i 1 dona). Totes les 2 persones inactives estaven jubilades.
Activitats econòmiques
L'any 2000 a Villers-la-Combe hi havia 5 explotacions agrícoles que ocupaven un total de 320 hectàrees.

## Poblacions més properes
El següent diagrama mostra les poblacions més properes.